# Ринконада
 За града в Испания вижте Ла Ринконада.  
Ринконада (на испански: La Rinconada) е град разположен в Перуанските Анди до границата с Боливия. Това е най-високият град в света и се намира близо до златна мина.

## География
Градът се намира в областта Ананеа в провинцията Сан Антонио де Путина и е разположен на 5100 м надморска височина.

## Население
Населението се е увеличило с 235% между 2001 и 2009 година на 30 000 жители.

## Икономика и инфраструктура
Икономиката е основана главно върху продукцията и добива на злато от съседната златна мина – притежание на Corporación Ananea. Под силата на местната система – cachorreo – миньорите работят в продължение на 30 дни без да получават каквото и да е парично възнаграждение или надница. На 31-вия ден им е позволено да вземат от мината руда в максималното количество, което могат да изнесат на раменете си. Дали в рудата се съдържа злато или не, е въпрос на чист късмет.
Градът няма течаща вода и никаква канализационна система за мръсната вода.

## Климат
Климатът в града е планински. Средната годишна температура е 1,2 °C, а средното количество годишни валежи е около 707 mm.
| Климатични данни за Ринконада      | Климатични данни за Ринконада | Климатични данни за Ринконада | Климатични данни за Ринконада | Климатични данни за Ринконада | Климатични данни за Ринконада | Климатични данни за Ринконада | Климатични данни за Ринконада | Климатични данни за Ринконада | Климатични данни за Ринконада | Климатични данни за Ринконада | Климатични данни за Ринконада | Климатични данни за Ринконада | Климатични данни за Ринконада |
| Месеци                             | яну.                          | фев.                          | март                          | апр.                          | май                           | юни                           | юли                           | авг.                          | сеп.                          | окт.                          | ное.                          | дек.                          | Годишно                       |
| Средни максимални температури (°C) | 8,3                           | 7,7                           | 8,0                           | 8,6                           | 8,5                           | 8,2                           | 8,2                           | 9,6                           | 9,6                           | 11,0                          | 10,3                          | 8,7                           |                               |
| Средни температури (°C)            | 2,6                           | 2,5                           | 2,4                           | 1,7                           | 0,5                           | −1,7                          | −1,5                          | −0,4                          | 1,3                           | 2,5                           | 2,4                           | 2,7                           |                               |
| Средни минимални температури (°C)  | −3,1                          | −2,6                          | −3,2                          | −5,1                          | −7,5                          | −11,6                         | −11,2                         | −10,3                         | −7                            | −5,9                          | −5,5                          | −3,3                          |                               |
| Средни месечни валежи (mm)         | 135                           | 113                           | 106                           | 50                            | 19                            | 7                             | 6                             | 15                            | 34                            | 51                            | 67                            | 104                           |                               |
| ---------------------------------- | ----------------------------- | ----------------------------- | ----------------------------- | ----------------------------- | ----------------------------- | ----------------------------- | ----------------------------- | ----------------------------- | ----------------------------- | ----------------------------- | ----------------------------- | ----------------------------- | ----------------------------- |
| Източник: Climate-Data             |                               |                               |                               |                               |                               |                               |                               |                               |                               |                               |                               |                               |                               |